# I fuorusciti di Firenze
I fuorusciti di Firenze è un'opera in due atti di Ferdinando Paër, su libretto di Angelo Anelli. La prima rappresentazione ebbe luogo il 27 novembre 1802 all'Hoftheater di Dresda.

## Trama
La scena è in una foresta nelle montagne toscane, e in un antico castello.
Il bandito Uberto tiene prigioniera Isabella, e suo marito Edoardo tenta invano di salvarla. Alla fine si scopre che Isabella è la figlia di Uberto.

## Struttura musicale
- Sinfonia

### Atto I
- N. 1 - Introduzione Sotto un ciel tranquillo, e puro (Coro, Lena, Cecchina, Oggero, Uberto, Edoardo, Gianni)
- N. 2 - Cavatina Perché non puoi calmar (Isabella)
- N. 3 - Duetto Quello sguardo, quell'affetto (Isabella, Uberto)
- N. 4 - Aria Tamburi, trombe, timpani (Gianni)
- N. 5 - Canzone Una fida pastorella (Edoardo, [Isabella, Uberto, Lena])
- N. 6 - Coro Vieni, vieni campione novello
- N. 7 - Aria Per lui non ho più patria (Uberto, [Gianni])
- N. 8 - Finale I In qual luogo in qual'istante (Isabella, Edoardo, Gianni, Lena, Cecchina, Uberto, Coro, Oggero)

### Atto II
- N. 9 - Introduzione Che pensate? Che aspettate? (Lena, Cecchina, Isabella, Uberto)
- N. 10 - Quintetto Nume benefico (Isabella, Edoardo, Gianni, Uberto, Oggero, Coro)
- N. 11 - Duettino Edoardo travestito (Oggero, Gianni)
- N. 12 - Aria Sposo... che fier momento (Isabella)
- N. 13 - Duetto Voi che punir gli oltraggi (Edoardo, Uberto)
- N. 14 - Duetto Se tu mi sposi (Lena, Gianni)
- N. 15 - Finale II Ah padrona... voi piangete? (Gianni, Isabella, Lena, Cecchina, Edoardo, Uberto, Oggero, Coro)